# Smallwood
Smallwood és una concentració de població designada pel cens dels Estats Units a l'estat de Nova York. Segons el cens del 2000 tenia 566 habitants.

## Demografia
Segons el cens del 2000, Smallwood tenia 566 habitants, 259 habitatges, i 148 famílies. La densitat de població era de 141 habitants per km².
Dels 259 habitatges en un 22% hi vivien nens de menys de 18 anys, en un 46,3% hi vivien parelles casades, en un 8,9% dones solteres, i en un 42,5% no eren unitats familiars. En el 36,3% dels habitatges hi vivien persones soles el 15,8% de les quals corresponia a persones de 65 anys o més que vivien soles. El nombre mitjà de persones vivint en cada habitatge era de 2,17 i el nombre mitjà de persones que vivien en cada família era de 2,86.
Per edats la població es repartia de la següent manera: un 20% tenia menys de 18 anys, un 5,1% entre 18 i 24, un 24,9% entre 25 i 44, un 30,7% de 45 a 60 i un 19,3% 65 anys o més.
L'edat mediana era de 45 anys. Per cada 100 dones de 18 o més anys hi havia 100,4 homes.
La renda mediana per habitatge era de 46.845 $ i la renda mediana per família de 52.396 $. Els homes tenien una renda mediana de 50.104 $ mentre que les dones 50.375 $. La renda per capita de la població era de 31.035 $. Entorn del 6,9% de les famílies i el 8,9% de la població estaven per davall del llindar de pobresa.